# Pio Matos Jr.
Pio da Silva Matos Júnior (Quelimane, 29 de novembro de 1990) é um jogador profissional de basquetebol moçambicano que actualmente defende o Ferroviário de Maputo.
Matos foi eleito o Jogador Mais Valioso da Liga (MVP) em 2015 e venceu dois campeonatos: com o Desportivo de Maputo em 2015 e com o Ferroviário de Maputo em 2018.
Ele é um membro regular da Selecção Nacional de Basquetebol de Moçambique e tem alguma experiência no AfroBasket.
Matos tem um irmão gêmeo, Augusto, que também joga basquetebol em Moçambique e para a selecção. O irmão mais velho deles, Amarildo, também joga basquete no nível profissional.